# 盧維隆沙河
盧維隆沙河（Ruvyironza River）是非洲的河流，是尼羅河最偏遠的源頭，河道全長約100公里，發源自布隆迪海拔高度2,400米，在基特加東北方注入魯武武河。其後經坦桑尼亞注入卡蓋拉河，再流進維多利亞湖。